# 補群
補群（、英: complement） とは、数学（特に群論として知られる代数学の分野) において、部分群に対して定義される補集合のような概念である。

## 定義
群 G に於ける部分群 H の補群とは、
G の部分群 K で以下の二条件を満たすものをいう
- {\displaystyle HK=G,}
- {\displaystyle H\cap K=\{e\}.}

ここで HK は部分集合 { hk | h ∈ H, k ∈ K } を、また e は単位元を表す。
なお、同じことであるが、
「任意の {\displaystyle g\in G} が、{\displaystyle h\in H,k\in K} を使って {\displaystyle g=hk} と
一意的
に表すことができる。」
と言い換えることができる。
この関係は対称性がある。すなわち、K が H の補群ならば、H は K の補群である
。
ここで、H および K については、必ずしも G の正規部分群である必要はない。

## 性質
- 補群は必ずしも存在するとは限らない。
- もし補群が存在するとしても、それがただ一つとも限らない。すなわちG の相異なる部分群 K1 および K2 があって、ともに H の補群であるようなものが存在することもありうる。
- もし K が G に於ける H の補群であるとき、K の要素は、H の (左右の) 剰余類の完全代表系を成す（下記補足説明も参照）。
- H が正規部分群の場合は、補群 K は、商群 G/H と同型である[訳注 3]。補群が複数存在するならば、それらはすべて G/H と同型である。
- シューア–ツァッセンハウスの定理（英語版） は、有限群の正規ホール部分群の補群の存在を保証する。

### 補足
三番目の性質について数式で書くと以下のようになる。
{\displaystyle \bigcup _{k\in K}Hk=G} かつ
{\displaystyle k_{1}\neq k_{2}} ならば {\displaystyle Hk_{1}\cap Hk_{2}=\emptyset } ただし {\displaystyle (k_{1},k_{2}\in K)}
この性質は以下のように簡単に証明できる。
最初の条件は、補群の定義の一番目の条件 G = H K より明らか。
二番目の条件は、もし {\displaystyle Hk_{1}\cap Hk_{2}\neq \emptyset } ならば、ある
{\displaystyle g\in G} に対して、{\displaystyle h_{1},h_{2}\in H} が存在して、
{\displaystyle g=h_{1}k_{1}=h_{2}k_{2}} と二通りに表すことができる。
これは、最初の定義の所で述べた表し方の一意性  に矛盾する。
この説明は、右剰余類のケースであるが、左剰余類についても同様である。

## 例
- 群 G を

{\displaystyle G=\{0,1,2,3,4,5\}} とし、群演算を6を法とする加法とする。H と K をそれぞれ、{\displaystyle H=\{0,2,4\},K=\{0,3\}} とすると、H と K は G の部分群であり、互いに他方の補群になっている  。
以下は、ある部分群に対して、補群が複数存在する例である。
- 群 G を、複素数全体に演算を加法とした {\displaystyle G:=(\mathbb {C} ,+)} とする。実数全体 {\displaystyle H:=\mathbb {R} } は G の部分群である。ここで

{\displaystyle K_{1}:=\{bi|b\in \mathbb {R} \}} (i は虚数単位)、つまり純虚数全体の集合とする。まず {\displaystyle K_{1}} が G の部分群であることはすぐに確かめられる。{\displaystyle H\cap K_{1}=\{0\}} もすぐに分かるだろう。さらに、任意の複素数{\displaystyle c=a+bi\quad (a,b\in \mathbb {R} )} に対して、{\displaystyle a\in H,bi\in K_{1}} であるから、{\displaystyle HK_{1}=G} も示される。従って、{\displaystyle K_{1}} は H の補群である。
- 上の G = C の例において、さらに、

{\displaystyle K_{2}:=\{b+bi|b\in \mathbb {R} \}} とする。まず、これが G の部分群であることと、{\displaystyle H\cap K_{2}=\{0\}} は容易に確かめられる。さらに、任意の複素数 {\displaystyle c=a+bi\quad (a,b\in \mathbb {R} )} に対して、{\displaystyle c=(a-b)+(b+bi)}と変形すれば、{\displaystyle a-b\in H,b+bi\in K_{2}} だから {\displaystyle HK_{2}=G} も満たす。
従って、{\displaystyle K_{2}} も H の補群である。(性質の二番目でも述べたが) 補群が複数存在する例である。
以下では逆に補群が存在しない例を示す。
- 整数全体の加法群 {\displaystyle G=(\mathbb {Z} ,+)} を考える。任意の部分群を {\displaystyle H} とし、その中から適当に元 {\displaystyle a} を一つ取って固定する。すると、部分群の定義から {\displaystyle a} の倍数 [注釈 2]　はすべて

{\displaystyle na:=\overbrace {a+a+\cdots +a} ^{ntimes}\in H} でなければならない。
もし二つの部分群 H と K があれば、その中から適当に一元ずつ {\displaystyle a\in H,b\in K} を取り出せば {\displaystyle ab\in H,ba\in K} であり、明らかに {\displaystyle ab=ba}。従って (H か K のいずれかが {\displaystyle \{0\}} でない限り) 補群の条件に必要な {\displaystyle H\cap K=\{0\}} を満たすことは決してない。よって、{\displaystyle (Z,+)} の (非自明な) 部分群には対応する補群は存在しない。

## 他の積との関係
補群は、直積 および 半直積 の一般化である。
一般の補群に対応する積を Zappa–Szép 積 と呼ぶ。
H と K が非自明な場合

補群は、群 G を小さな部分群に分解する。

## 存在性
上に述べたように、補群は必ずしも存在するとは限らない。
p-補群（英: p-complement）は、シロー p-部分群の補群である。
Frobenius の定理や Thompson の定理によって、
群が正規 p-補群を持つ条件が示される。 
Hall は、有限群の中で可解群 を任意の素数 p に対して、p-補群を持つものとして特徴付けた。シロー系の構成にも p-補群は利用される。
フロベニウス群に於けるフロベニウス核の補群はフロベニウス補群と呼ばれる。
Complemented group とは、任意の部分群が補群を持つ群である。